# جيزيلا مارينغو
جيزيلا مارينغو (بالإيطالية: Gisella Marengo)‏ هي ممثلة إيطالية، ولدت في 16 ديسمبر 1975 بكونيو في إيطاليا.

## أعمال

### أفلام
- (2015) المجرم

## وصلات خارجية
- جيزيلا مارينغو على موقع IMDb (الإنجليزية)
- جيزيلا مارينغو على موقع قاعدة بيانات الأفلام العربية
- جيزيلا مارينغو على موقع ألو سيني (الفرنسية)
- جيزيلا مارينغو على موقع أول موفي (الإنجليزية)
- جيزيلا مارينغو على موقع قاعدة بيانات الأفلام السويدية (السويدية)
- جيزيلا مارينغو على موقع قاعدة بيانات الفيلم (الإنجليزية)
- جيزيلا مارينغو على موقع كينوبويسك (الروسية)